# 克雷奇默号护航驱逐舰
克雷奇默号护航驱逐舰（英語：USS Kretchmer，舷号：DE-329），是美国海军于第二次世界大战期间建造的一艘埃德索尔级护航驱逐舰，其舰名取自在萨沃岛海战中阵亡的阿斯托利亚号重巡洋舰军官雷蒙德·约瑟夫·克雷奇默（Raymond Joseph Kretchmer）少尉。
该舰由少尉的姐妹贝蒂·克雷奇默（Betty Kretchmer）小姐冠名，于1943年6月28日在德克萨斯州奥兰治联合钢铁厂铺设龙骨，随后于8月31日下水。12月13日，克雷奇默号正式服役，交由罗伯特·克劳德·温（Robert Claude Wing）少校指挥。

## 设计与装备
埃德索尔级护航驱逐舰的设计与巴克利级护航驱逐舰类似，均采用长船体并建有较高的舰桥。该级护航驱逐舰配备3英寸（76毫米）50倍径单装主炮，后续曾计划更换为5英寸（127毫米）38倍径主炮，但最终没有实际执行。该级护航驱逐舰由4台费尔班克斯-莫尔斯38D8-1/8-10内燃机提供动力，总功率最高可达6000匹马力，最高航速21节。其燃料舱可携带312吨重油，在12节航速下航程可达11000海里。此外，该级舰船还配备有较完善的侦查搜索系统，包括SL或SU水面雷达、SA对空雷达、QC声呐系统以及用于监听潜艇无线电的HF/DF天线。

## 服役历史
在百慕大完成试航调整后，克雷奇默号于1944年2月15日驶离查尔斯顿，前往加勒比地区参加各项任务，此后一段时间，她一直在西班牙港、古巴及百慕大间护送船队。5月2日，克雷奇默号启程前往基韦斯特，随后她被分配至一支空军训练分队，协助队内鱼雷轰炸机开展了为期3周的训练。6月8日，克雷奇默号护送一批船团出发前往那不勒斯，为即将开展的龙骑兵行动做准备。7月16日，她顺利返回美国，随后又护送一批船团前往那不勒斯。
1944年9月20日至1945年4月27日，克雷奇默号共执行了5次纽约至英国航线的护航任务。德国投降后，她被调往太平洋战区服役并于7月5日顺利抵达珍珠港。8月1日，克雷奇默号启程向西航行，日本投降后，她继续在东亚海域活动，参加了包括营救战俘、护送船队、邮件运输在内的多项任务。1946年4月1日，克雷奇默号离开香港开启返航之旅，她先后途经印度洋和地中海，最终于5月29日抵达查尔斯顿。9月20日，克雷奇默号在格林科夫斯普林斯退役。
1951年6月20日，克雷奇默号被租借至美国海岸警卫队服役，1954年8月12日，她再次退役并返回美国海军。1956年9月22日，加装了先进电子设备的克雷奇默号作为雷达哨戒驱逐舰DER-329重归现役。在加勒比地区完成试航调整后，克雷奇默号于12月18日在波士顿加入导弹预警系统，此后直至1962年，她一直以纽波特为基地开展雷达哨戒任务。任务期间，克雷奇默号还于1958年、1961年和1962年三度造访北欧。
古巴导弹危机爆发后，克雷奇默号于1962年11月23日离开纽波特前往美国南部海域巡逻，她随后加入艾塞克斯号航空母舰的护航舰队，为该航母提供飞机指引和反潜掩护。克雷奇默号之后又在大西洋参加了一段时间的哨戒和训练任务，1965年5月21日，她进入波士顿海军造船厂进行大修和升级，为即将开始的西太平洋任务做准备。8月2日，克雷奇默号驶抵关岛，一个月后，她跟随其他船只出发前往越南海域开展封锁和检查任务。11月，克雷奇默号的小艇在执行任务时遭遇枪击，没有美军士兵在袭击中受伤。12月10日，克雷奇默号返回关岛休整，1966年2月22日，她跟随第七舰队出击，再次前往越南海域执行封锁和火力支援任务。9月29日，克雷奇默号返回关岛休整，之后继续在南海执行各项任务。
1969年9月，克雷奇默号的母港被更换为珍珠港，11月，她被调至第601驱逐舰分队，重新回到基韦斯特海域活动。1973年10月1日，克雷奇默号在基韦斯特退役，同日从美国海军除籍，随后于1974年5月14日被出售拆解。

## 荣誉
克雷奇默号服役期间所获荣誉如下：
|  |  |

|             |             |  |
|             | Bronze star |  |
| Silver star | Bronze star |  |

| 中国服役奖章 | 美国战役奖章 |

| 亚太战役奖章                 | 欧洲-非洲-中东战役奖章                 | 第二次世界大战胜利奖章 |
| 海军占领服役奖章             | 国防部服役奖章 （1枚战斗之星）         | 武装部队远征奖章       |
| 越南服役奖章 （5枚战斗之星） | 越南共和国英勇十字奖章 （1枚战斗之星） | 越南战役奖章           |

## 历任舰长
| 姓名       | 译名                   | 军衔     | 任职时间                     |
| ---------- | ---------------------- | -------- | ---------------------------- |
|            | 罗伯特·克劳德·温       | 少校     | 1943年12月13日               |
|            | 托马斯·布尔芬奇        | 上尉     | 1945年5月21日                |
|            | 哈里·詹姆斯·凯利       | 少校     | 1945年12月23日-1946年9月20日 |
| 资料缺失   | 资料缺失               | 资料缺失 | 1951年6月20日-1954年8月12日  |
|            | 查尔斯·芬顿·费德利     | 少校     | 1956年9月22日                |
|            | 小钱德勒·伊士曼·斯沃洛 | 少校     | 1958年7月                    |
|            | 雅各·贝诺伊·拉佩尔什   | 少校     | 1959年11月6日                |
|            | 小罗伯特·阿里·吉迪恩   | 少校     | 1961年6月8日                 |
|            | 罗伯特·爱德华·克莱森   | 少校     | 1963年1月2日                 |
|            | 斯蒂芬·艾姆斯·怀斯     | 少校     | 1964年3月25日                |
|            | 克拉伦斯·厄尔·钦       | 少校     | 1965年7月2日                 |
|            | 小乔治·埃利斯·皮洛     | 少校     | 1967年4月3日                 |
|            | 小路易斯·伯奇曼·麦金   | 少校     | 1968年7月22日                |
|            | 理查德·艾伦·克雷米恩   | 少校     | 1970年3月                    |
|            | 约翰·埃里希·利伯曼     | 少校     | 1972年-1973年                |
| 参考文献： |                        |          |                              |